# Kim Mi-jung
Kim Mi-Jung (in hangŭl: 김미정; 29 marzo 1971) è un'ex judoka sudcoreana.

## Palmarès

### Olimpiadi
- 1 medaglia:
  - 1 oro (Barcellona 1992 nei -72 kg)

### Mondiali
- 2 medaglie:
  - 1 oro (Barcellona 1991 nei -72 kg)
  - 1 bronzo (Hamilton 1993 nei -72 kg)

### Giochi asiatici
- 2 medaglie:
  - 1 oro (Hiroshima 1994 nei -72 kg)
  - 1 bronzo (Pechino 1990 nei -72 kg)

### Campionati asiatici
- 1 medaglia:
  - 1 argento (Macao 1993 nei -72 kg)